# Medborgarpartiet i Åmål
Medborgarpartiet i Åmål var ett lokalt politiskt parti som var registrerat för val till kommunfullmäktige i Åmåls kommun. Partiet var representerat i Åmåls kommunfullmäktige under mandatperioden 1998–2002.